# Taverna
Taverna é uma comuna italiana da região da Calábria, província de Catanzaro, com cerca de 2.668 habitantes. Estende-se por uma área de 132 km², tendo uma densidade populacional de 20 hab/km². Faz fronteira com Albi, Aprigliano (CS), Colosimi (CS), Cotronei (KR), Fossato Serralta, Mesoraca (KR), Parenti (CS), Petilia Policastro (KR), San Giovanni in Fiore (CS), Sorbo San Basile, Zagarise.

## Demografia
| Variação demográfica do município entre 1861 e 2011                               |
|                                                                                   |
| Fonte: Istituto Nazionale di Statistica (ISTAT) - Elaboração gráfica da Wikipedia |